# Dragon Head
Dragon Head (jap. ドラゴンヘッド Doragon heddo) – manga autorstwa Minetarō Mochizukiego, publikowana na łamach magazynu „Shūkan Young Magazine” wydawnictwa Kōdansha w latach 1994–1999. Jej rozdziały zebrano w 10 tomach. W Polsce ukazuje się od 2025 w podwójnych tomach zbiorczych nakładem wydawnictwo Waneko. 
Na bazie mangi powstał film live action w reżyserii Jōjiego Iidy, którego premiera odbyła się w sierpniu 2003. 

## Fabuła
Klasa wraca do Tokio z wycieczki szkolnej na pokładzie Shinkansena, jednak tuż przed wjazdem do tunelu Teru Aoki dostrzega coś niepokojącego. Chwilę później ziemia zaczyna drżeć, a pociąg wykoleja się, w wyniku czego niemal wszyscy pasażerowie giną na miejscu. Katastrofę przeżywa jedynie troje uczniów – Teru, Ako i Nobuo. Nobuo stopniowo popada w szaleństwo, podczas gdy Teru i Ako skupiają się na znalezieniu drogi ucieczki z tunelu. Warunki stają się coraz trudniejsze, a kurczące się zapasy jedzenia tylko potęgują niepokój. Brak jakiejkolwiek pomocy oraz tajemnicza atmosfera na zewnątrz wskazują, że sytuacja jest znacznie poważniejsza, niż mogło się początkowo wydawać.

## Manga
Seria była publikowana w magazynie „Shūkan Young Magazine” w latach 1994–1999. Wydawnictwo Kōdansha zebrało jej rozdziały w 10 tankōbonach, wydawanych od 1 marca 1995 do 19 kwietnia 2000.
28 lutego 2025 wydawnictwo Waneko zapowiedziało wydanie mangi w Polsce w 5 tomach zbiorczych. Premiera odbyła się 24 kwietnia 2025.
| Nr | Język japoński      | Język japoński         | Język polski     | Język polski           |
| Nr | Data wydania        | ISBN                   | Data wydania     | ISBN                   |
| -- | ------------------- | ---------------------- | ---------------- | ---------------------- |
| 1  | 1 marca 1995        | ISBN 978-4-06-323519-7 | 24 kwietnia 2025 | ISBN 978-83-8389-080-7 |
| 2  | 3 lipca 1995        | ISBN 978-4-06-323549-4 | 24 kwietnia 2025 | ISBN 978-83-8389-080-7 |
| 3  | 2 maja 1996         | ISBN 978-4-06-323597-5 | 22 lipca 2025    | ISBN 978-83-8389-082-1 |
| 4  | 4 grudnia 1996      | ISBN 978-4-06-336638-9 | 22 lipca 2025    | ISBN 978-83-8389-082-1 |
| 5  | 4 sierpnia 1997     | ISBN 978-4-06-336680-8 | —                |                        |
| 6  | 4 marca 1998        | ISBN 978-4-06-336708-9 | —                |                        |
| 7  | 4 kwietnia 1998     | ISBN 978-4-06-336731-7 | —                |                        |
| 8  | 3 września 1999     | ISBN 978-4-06-336819-2 | —                |                        |
| 9  | 4 października 1999 | ISBN 978-4-06-336826-0 | —                |                        |
| 10 | 19 kwietnia 2000    | ISBN 978-4-06-336854-3 | —                |                        |

## Film live action
Na podstawie mangi powstał film live action w reżyserii Jōjiego Iidy. Za scenariusz odpowiadali Iida, Hiroshi Saitō i Masaru Nakamura, a muzykę skomponował Yoshihiro Ike. Premiera w Japonii odbyła się 30 sierpnia 2003.

### Obsada
Źródło.
- Satoshi Tsumabuki – Teru Aoki
- Sayaka Kanda – Ako Seto
- Naohito Fujiki – Nimura
- Isao Yatsu – Fukushima
- Jinpachi Nezu – Matsuo
- Kaoru Okunuki – Yuriko
- Kyūsaku Shimada – Minila
- Minori Terada – Andō
- Shion Machida – Mika
- Shōji Yoshioka – Jun
- Shōta Ōkawa – Shun
- Takayuki Yamada – Nobuo Takahashi
- Yoshimasa Kondo – Iwata
- Yukie Kakuta – Eiko
- Yutaka Matsushige – Saeki

## Odbiór
W 1997 roku manga Dragon Head zdobyła 21. nagrodę Kōdansha Manga w kategorii ogólnej, a w 2000 roku otrzymała nagrodę dla wybitnej mangi podczas 4. gali wręczenia nagród kulturalnych im. Osamu Tezuki.